# 科学教育
科学教育（かがくきょういく、英: science education）とは、伝統的な科学者コミュニティに属さない人々に対して科学的知見および科学的方法を伝える教育分野。

## 概要
児童、生徒、大学生、一般成人のいずれも科学教育の対象となり得る。科学教育を構成する分野には、自然科学、科学のプロセス（科学的方法）、一部の社会科学、一部の教育学理論がある。学校教育の課程において学習者に何をどこまで理解させるかは、日本の学習指導要領や米国のNGSSなどの教育基準に規定されている。伝統的に教育基準に含まれる科学科目は物理学、生命科学、地球科学、宇宙科学、人間科学である。
本項では主として日本以外の国の科学教育について扱う。日本の学校教育における科学教育については、「理科」および「理科教育」を参照のこと。

## 歴史的背景
英国のパブリックスクールで初めて科学教師の身分を得たとされるのはウィリアム・シャープである。シャープは1850年までラグビー校に勤め、そのカリキュラムに科学を取り入れた。シャープは英国のあらゆるパブリックスクールにおける科学教育の雛形を確立したと言われている。
次の進展をもたらしたのは、「科学振興のための英国アカデミー」（BAAS）が1867年に発行した報告書であった。BAASは「科学的な気質」を養うことと「純粋な科学」を教えることの両者を奨励していた。前者は知的訓練のための科学学習というイデオロギーに基づいており、当時の進歩主義教育に支持された。一方でBAASは後者の専門準備教育をも重視していた。こちらも将来のBAASメンバーを養成するためには欠かせなかった。
当初、水準の高い教師が不足していたため科学教育の発展は遅々として進まなかった。大きな進展となったのは、学校カリキュラムについて審議するロンドン教育委員会が1870年に初めて設立されたことと、訓練された科学教師を全国に供給する養成課程が創設されたことであった。これらの動きはトマス・ヘンリー・ハクスリーから決定的な影響を受けていた（詳細は別項を参照）。また、ジョン・ティンダルも物理科学の教育に影響を与えた。
同時期のアメリカ合衆国では散発的にいくつかの科学科目が教えられているのみであったが、1890年代になって科学教育の標準化が行われ始めた。科学カリキュラムは市民科学と専門準備教育という2つのイデオロギーの間の大々的な討論を経て徐々に具体化していった。フロリダの中等・高等教育を主導する30名の教育者によって会議が持たれた結果、1892年に全米教育協会（NEA）は10人の男性教育者からなる「十人委員会」を設置し、将来の教育会議を開催する権限と、中等教育の主要教科の内容を協議する委員会を設置する権限を与えた。委員長を務めたのはハーバード大学のチャールズ・W・エリオットであった。十人委員会は9つの協議委員会の招集および任命を行った。それぞれの担当教科はラテン語、ギリシア語、英語、その他の現代語、数学、公民（歴史・民政・政治経済学）、そして科学に関する以下の3分野であった。
1. 物理科学（物理学・天文学・化学）
2. 博物学（生物学（植物学・動物学・生理学を含む））
3. 地理学（自然地理学・地質学・気象学）

それぞれの協議委員会は大学、教員養成機関、および中等学校から選ばれた10人の専門家で構成されていた。アメリカ各地で個々に協議委員会の会合が持たれ、それらの報告書を受けた十人委員会は4日間の会合を経て包括的な報告書を作成した。NEAは1894年に協議の結果を公刊した。
当時の高校カリキュラムはアカデミックなものと実学中心のものに二極化しており、それらは往々にして経済的・社会的・人種的な格差を反映していた。十人委員会は中等教育の「リベラル化」を図り、科学を始めとする共通科目をすべてのカリキュラムに含めるよう提言した。十人委員会が考える中等教育の目標とは、将来専門教育を受ける一部生徒のための準備教育というだけでなく、すべての生徒が健全な生活を送り、社会に貢献できるようになるための基盤づくりであった。
十人委員会は知的訓練に重点を置く市民科学のアプローチを支持し、大学入学基準から科学の成績を除外した。それ以前から英国でBAASが展開していたモデルも手本となった。最終的に採用されたカリキュラムの特徴は以下の通りである。
- 初等教育では、野外実験を通じて単純な自然現象を学ぶことを重視する（Nature study）。
- 中等教育では、委員会がリストアップする実験に関する実習に重点を置く。
- 科学的事実と原理を教える。
- 大学教育のための準備

一般市民のための知的訓練と専門家養成教育とを両立させることが、当時から今日まで米国の科学教育カリキュラムの骨子であり続けている。しかし、20世紀末にはSTSE（Science, technology, society and environment）教育のように人道主義的なアプローチを取り入れようとする動きが起こり、広く実施された。アメリカ科学振興協会 や「科学教育基準及び評価に関する全米委員会」が発刊した報告書では、学校で学ぶ科学と、実用的な技術や社会的含意とを関連付けた教育目標が述べられている。

## 科学教育の分野

### 物理教育

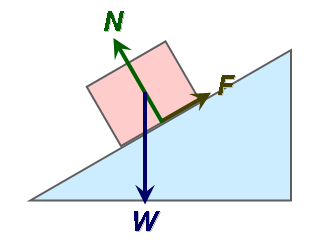
斜面上の物体にはたらく力。

アメリカ物理教師協会が推奨するプログラムにフィジクス・ファースト（Physics First、「初年度物理」）がある。米国の後期中等教育では3 - 4年間で自然科学3科目（化学、生物、物理）を履修するカリキュラムが一般的だが、初年度に学ぶ教科を物理とすることで、物理への理解を深め、物理の課程選択者を増やすとともに、化学や生物を学ぶための基礎を身につけさせようというものである。
現在米国の多くの州において、ハイスクールの科学カリキュラムでは3科目が必修と定められているのみである。つまり物理を選択せず、生物学・化学・「地学および物理科学」を履修するだけで済ませることができる。過去20年間、米国の物理教育はこれによって痛手を受けてきた。多くの大学生にとって、高校で物理を履修しなかったことが自然科学を学ぶ上で障害になっている。
大学レベルでは、適正技術に関する授業課題を与えることが、物理専攻ではない学生に物理への学習意欲を持たせるという点で効果的だと示されている。このような試みは物理学が社会に役立っていることを学ぶ機会となりうる。

### 化学教育

元素の周期表。

化学とは、化学物質と元素、およびそれらの作用や特性に関する学問である。科学の諸分野の中でも「化学は今日的な文脈に沿って教えることが必要であり、さもなければ現代の持続可能性問題について十分な理解を育てることができない」という主張が存在する。すなわち、化学は現代社会が抱える問題について教えてくれる重要な教科である。児童の中に社会に対する興味が芽生えれば、さらに高度な内容を教えることで興味を持続させることができる。

## 教育学
自然に関する知識を与えるのが科学教育だというイメージが一般に広まっているが、近年の科学教育では、生徒に科学的な概念を構築させることや、教科内容に対して生徒が持っている誤概念を解消することも重視される。このような流れは構成主義に強い影響を受けてきた。科学教育において構成主義が主流の考え方となったのは、生徒の思考過程・学習過程や、生徒の思考を正しい科学的思考へと変容させる方法に関する広範な調査結果に基づくものである。構成主義において重視されるのは、教育において学習者自身が大きな役割を果たすこと、学習者が事前に持っている知識と理解が学びに有意な影響を及ぼすこと、そして学習者にとって適切なレベルの指導を与えるのが重要だということである。

## 各国の情況

### 日本
日本の学校教育では、小学校3年生から高等学校にかけて「理科」という教科で科学教育が行われる。日本以外の科学教育を参考にしながら科学教育の望むべきあり方を目指してはいるものの、純粋な科学教育とは少し異なった、日本独自の変遷をたどっている。

### アメリカ
多くの州において、K-12の各年齢層に対してどんな内容を教えるかについて、厳しい教育課程基準もしくはカリキュラム・フレームワークが存在する。そのため、教員がすべての教科内容をカバーすることに追われて十分な指導を行えない結果になりがちである。特に、科学的方法やクリティカル・シンキングなどの要素からなる科学の「プロセス」が見落とされることが多い。このような偏りにより、高度な問題解決スキルを発達させないまま標準テストに合格するような生徒が生み出されてしまう。大学レベルになると教育内容への規制は少ないものの、授業になるべく多くの内容を詰め込もうとする教員が多いため状況はより深刻である。
1996年、全米アカデミーズに属する米国科学アカデミーは、全米科学教育スタンダードを制作した。同文書は様々な形式でオンライン公開されている。このガイドラインは受動的なダイレクト・インストラクションの代わりに構成主義の理論に基づく探求型学習を推進したことで論争を呼び続けている。一部の研究者は、探求型学習の方が科学の教授法としてより効果的だと主張している。
「このスタンダードでは、生徒が観察・推論・実験のスキルを養う『プロセスとしてのサイエンス』をなおいっそう進展させる。科学学習の中心は探究である。探究活動を行うとき、生徒は観察した事物を表現し、質問し、説明を組み立て、それを手持ちの科学知識で検証し、自分のアイディアを他の生徒に伝えなければならない。また、自分たちが立脚する前提を意識し、批判的・論理的思考を行い、別の説明が成り立たないか検討しなければならない。このような活動を通して生徒の科学知識と推論能力・思考力が結び付けられ、科学に対する理解が深められる。」
米国で科学教育と教育基準への関心が高まった時期は過去にも何度かあった。その背景には、得てして米国の生徒が国際ランキングで後れを取るのではないかという不安があった。一例として、ソビエト連邦が1957年にスプートニク衛星を打ち上げた直後に実施された一連の教育改革がある（スプートニク・ショック）。この時期に先駆けとなった最も注目すべき改革運動は、MITに設置された「物理科学検討委員会」（PSSC）が主導した「PSSC物理」である。近年では、マイクロソフトの会長だったビル・ゲイツを始めとするビジネスリーダーが「米国は経済的優位を失う瀬戸際にある」として科学教育をもっと重視するよう提言している。これに同調する複数の米国業界団体は、科学・技術・工学・数学（STEM）の学位取得者を増やすことを目的とする連合組織TAPを設立した。しかしながら、近年の世論調査によれば米国の保護者は科学教育の現状に不満を抱いておらず、科学教育に対する関心レベルも低下してきている。
また、2009年にACTが実施した全米カリキュラム調査では、科学教育に携わる教員の間にも意思の不一致があることが明らかになった。前期中等教育（ミドルスクールおよびジュニアハイスクール）ならびに高等教育（大学など）の教員が科学的探究に関するプロセス・スキルを重視しているのに対し、後期中等教育（ハイスクール）の教員は高度な科学知識を教える方が重要だと考えている。報告書の結論において、ACTは異なる校種の教員が意思疎通を図ることの重要性を訴えた。

#### 2012年科学教育フレームワーク
全米科学アカデミーが発行した報告書によると、現代社会で最重要な分野は科学、技術、教育であるにもかかわらず、アメリカでは科学、技術、工学、数学（STEM）関連の職業に就く労働者が不足している。全米科学アカデミーに設置された「新K-12科学教育スタンダードのための概念的枠組みに関する委員会」は、K-12の科学教育を体系化することを目的として、標準化の指針となる枠組みを作成した。この報告書は「K-12科学教育のための枠組み：実践活動、横断的概念、コアアイデア」と題され、以下を提言していた。
- 教科のコア概念および重要な教科横断的概念を少数選び、K-12の課程を通じて確実に習得させる。
- すでに学んだ知識・能力を絶え間なく問い直しつつ、さらに新しく学んだものを積み上げていく学習スタイルが望まれる。そのためにはK-12の科学・工学教育全体を体系的に構築する必要がある。
- 生徒が科学的探究やエンジニアリング・デザイン（英語版）に従事できるように、科学や工学の知識を実践と結び付ける。

この報告書によれば、21世紀のアメリカ市民にとって科学教育とは、推論スキルや科学知識の応用法を学び、それをもって「個人やコミュニティが抱える問題を系統的に分析し、解決に向けて取り組む」ためのものである。委員会の主張では、これらの能力を伸ばす機会をすべての児童生徒に与えることが教育の公平の観点から肝要である。またSTEM分野に進む生徒の多様性を向上することも必要である。

#### 2013年次世代科学スタンダード
2013年、それまで用いられていた1996年の全米教育基準に代わる新しい教育基準、次世代科学スタンダード（NGSS）が公布された。ガイドライン作成に携わった教育者によれば、その趣旨は「科学に対する無知の蔓延と闘い、各州の教育を標準化し、大学進学後に科学・技術を専攻する学生の数を増やす」ところにある。特に科学のプロセスを教えることに力点が置かれており、生徒が科学的方法についての理解を深め、科学的な証拠を批判的に評価できるようになることを目指している。また気候変動や進化のようなトピックを教えるためのガイドラインが新しく盛り込まれている。NGSSの制定には26州の州政府、および全米科学教師協会、アメリカ科学振興協会、全米研究評議会、Achieve（非営利団体、数学・英語教科の教育基準の制定にも参与した）などの全米団体が関与している。

#### インフォーマルな科学教育

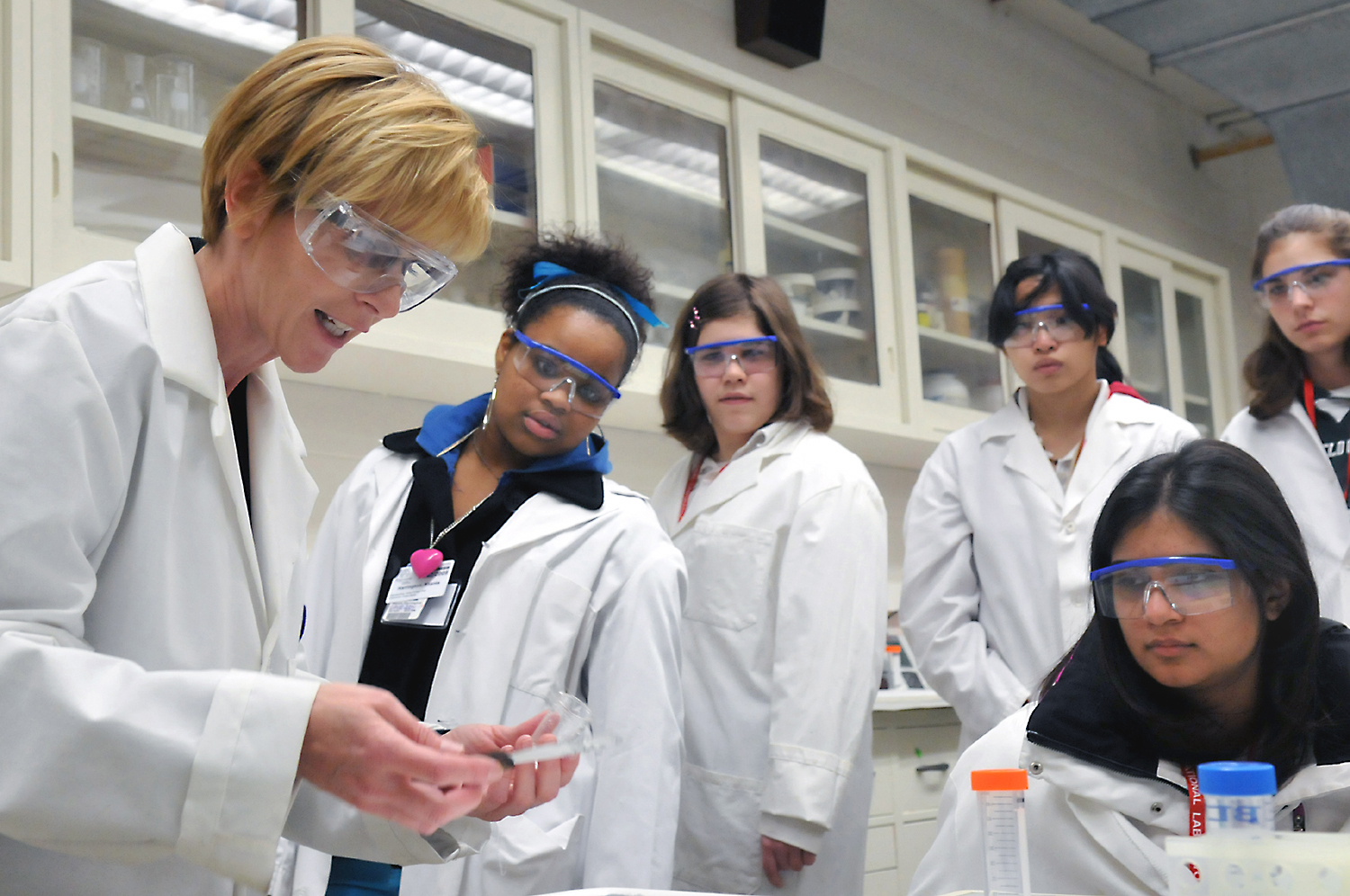
女子学生を対象としたカンファレンス。アメリカ、アルゴンヌ国立研究所。

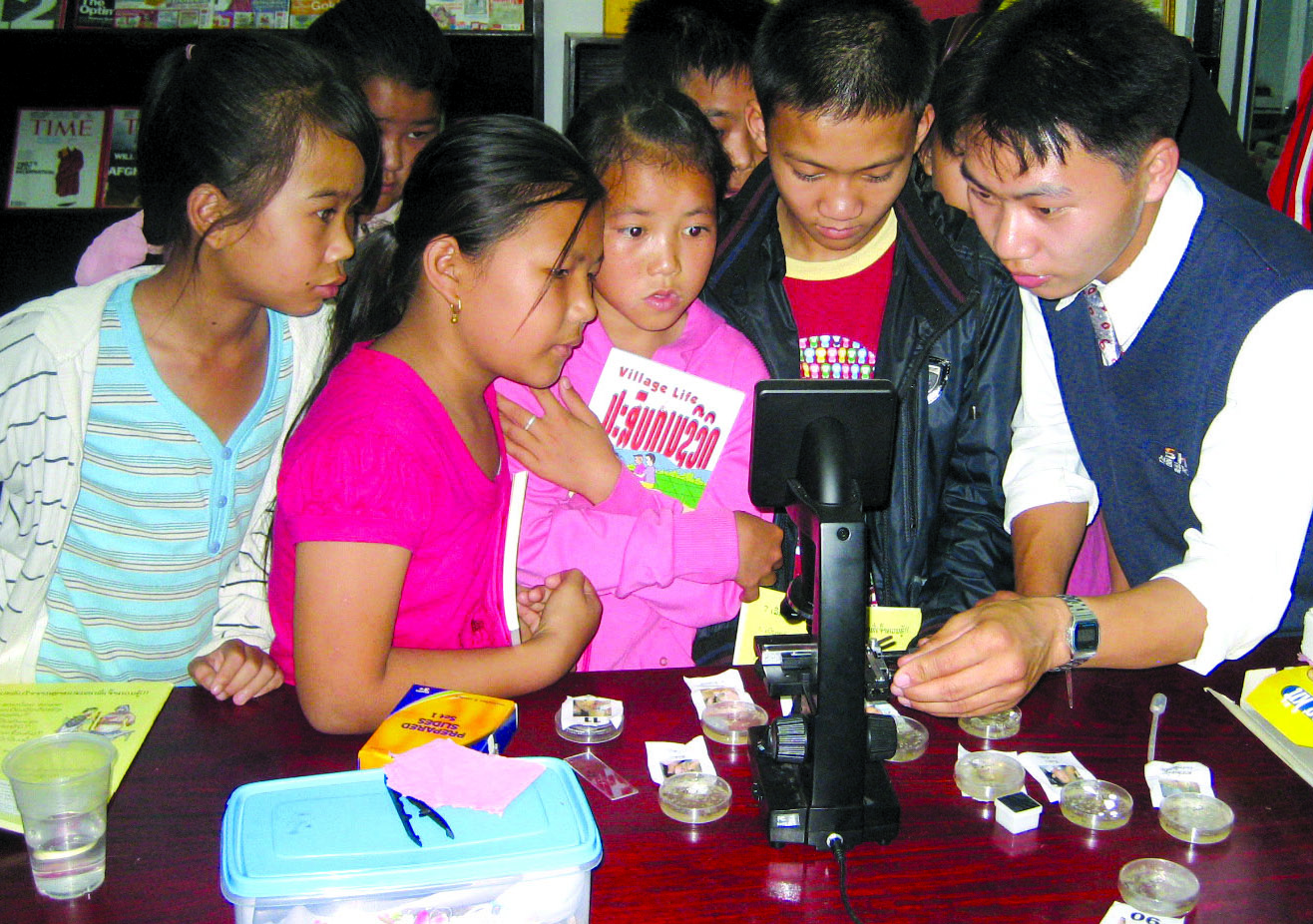
教育と識字率向上を目的とするラオスの非営利プロジェクト、Big Brother Mouse（en）が主催するイベントにおいて、児童が初めて顕微鏡を使っている。

インフォーマルな科学教育とは、博物館・科学館やマスメディア、地域プログラムなど、フォーマルな学校カリキュラムの外で行われる教育全般を指す。全米科学教師協会はインフォーマル科学教育に関する意見表明を行い、生涯にわたって様々な場で科学学習を行うことを奨励した。アメリカ国立科学財団はインフォーマル科学教育に関する研究に資金を提供している。科学技術センター協会の一部問、インフォーマル科学教育振興センターはインフォーマル科学教育のコミュニティに支援を行っている。
インフォーマルな科学教育の例としては、科学館やオンライン学習サイトによるものがある。これらの多くは科学技術センター協会に加盟している。インフォーマル教育を志向した科学館として米国でもっとも早く創立されたのは、サンフランシスコにあるエクスプロラトリアムやフィラデルフィアにあるフランクリン・インスティテュート（en）である。マスメディアでは、『NOVA』、『Newton's Apple』、『ビル・ナイ・ザ・サイエンス・ガイ 』、『Beakman's World』、『マジック・スクール・バス』、『DragonflyTV』などの教育番組が例に挙げられる。地域プログラムの例としては、4Hクラブ、ハンズオン・サイエンス・アウトリーチ（en）、NASAアフタースクール・プログラムなどがある。家庭で用いる教育商品としては1940 - 1989に定期購読方式で販売されていたシングズ・オブ・サイエンス（en）のような例がある。
2010年、全米アカデミーズは、全米研究評議会の研究に基づく書籍『Surrounded by Science: Learning Science in Informal Environments』を刊行した。この本はインフォーマル科学教育の従事者に学習科学の最新の研究成果を伝えるリソースブックである。

### イギリス
イングランドとウェールズでは、科学はナショナル・カリキュラムの必修科目であり、5歳から16歳までの義務教育課程では全生徒が科学を履修する。この段階では科学の全分野を総合した「科学」教科を学ぶのが一般的であり、17 - 18歳のシックス・フォーム（後期中等教育課程）において物理・化学・生物の専門科目に分かれる。しかし、政府は14歳時点で成績良好な生徒に対し、義務教育の期間中にも専門教科を学ぶ機会を与えるという方針を打ち出しており、2008年9月からの履行を予定していた。スコットランドでは、中等教育でナショナル4・ナショナル5資格認定を受けようとする場合（13 - 15歳）に、科学の専門教科（物理・化学・生物）を学習し始めることになる。また、専門教科ではなく「科学」科目で受験することも可能なスタンダード・グレード資格も存在するが、すべての学校でその課程が開講されているわけではない。
2006年9月、GCSEのオプションとして「21世紀科学」と呼ばれる科学教育コースが導入された。このプログラムは「14歳から16歳の若者すべてに科学に関する貴重な感動体験を与える」とされており、英国市民の科学リテラシーを向上させることを目的としている。このほか、2013年11月にOfstedが刊行した科学教育に関する調査によれば、英国の初等・中等科学教育で実習授業の重要性が十分に認識されていないという問題がある。

### オーストラリア
イングランドやウェールズと同様に、第10学年まで（初等 - 前期中等教育）科学は必修科目であり、自然科学の全体像をつかむため全分野を総合的に学ぶ。第11学年（後期中等教育）からは専門教科を一つ以上選択することになる。第11 - 12学年は高等教育のための準備期間と位置付けられ、専門に応じて履修科目の選択が行われるため、科学科目をまったく履修しないことも可能である。オーストラリア・ナショナル・カリキュラム委員会は2009年に「科学のカリキュラムは、『科学の理解』、『科学的探究のスキル』、『人類の挑戦としての科学』という相互に関連する3要素を中心に構成される」と述べていると述べた。これらの要素は教師が生徒を指導する際の枠組みとなる。
過去10年にわたって、オーストラリアの科学教育は科学への関心の低下という問題に見舞われてきた。第11学年で科学を履修する生徒が減少しており、キャリアに対する生徒の姿勢が固まるのがまさにこの年代であることから非常に問題視されている。このような問題はオーストラリアだけでなく世界各国でも起きている。

## 科学教育に関する研究
科学教育の実践は、教育・学習に関する科学研究から影響を受けることがますます多くなってきている。科学教育の研究は様々な学問分野（例としてはコンピューター科学、認知科学、認知心理学、人類学がある）から方法論を借用している。科学教育に関する研究の主な目的は、科学の学習を構成する要素を定義すること、またそれがどのように成し遂げられるかを解明することである。
ジョン・ブランスフォードらは、児童生徒の思考に関する膨大な研究から得られた知見として以下の3点を挙げている。
前概念自然現象がなぜ起こるかについて、学習者は自分なりの強固な概念（前概念）をあらかじめ築き上げている。学習者に正しい説明を受け入れさせるには、教員はその生徒が持っている誤概念に直接対処しなければならない。それゆえ、教員が生徒の前概念を読み取る力を身につけることと、それに基づいて教育計画を立てることが重要である。
知識の構造化ある科学の分野に習熟するには、以下を身につけなければならない。
- 事実的な知識の基礎がしっかりしている。
- 事実や概念を概念的枠組みの中に位置づけて理解することができる。
- 知識が構造化されており、必要な知識をすぐに取り出して応用することができる。

メタ認知自らの思考と学習について思考することは学習者のためになる。学習者は自分が何を知っていて何を知らないかということや、自分自身の考え方や、自ら導いた結論を自己評価する方法を学ばなければならない。
近年の教育工学は教師それぞれのニーズに応えられるまでに洗練されつつある。中等後の教育現場で携帯電話がどう使われているかを調査する研究によれば、科学の授業にモバイル機器を利用することで学生の集中力とモチベーションが高められる。
社会構築主義指向の教育・学習科学研究を集めた2005年の文献目録によれば、そのうち64%が物理分野、21%が生物学分野、15%が化学分野に関するものである。このように物理分野の研究が主流となっている最大の理由は、物理学習には特有の困難さが存在するためだと見られる。児童生徒の概念形成に関する研究によれば、学習者は物理現象に対して自分なりの考えを抱いて授業に臨むが、それらは総じて学習すべき物理概念や原理とはまったく異なっている。この傾向は幼稚園から第3期教育に至るまで一貫しており、日常経験を通じて構築された概念は物理学的な考え方とは相いれないことがほとんどである。より一般的な思考と推論の様式についても同じことが言える。

## 訳注
1. ↑  the British Academy for the Advancement of Science
2. ↑  National Education Association
3. ↑  Committee of Ten
4. ↑  American Association for the Advancement of Science
5. ↑  National Committee on Science Education Standards and Assessment
6. ↑  American Association of Physics Teachers
7. ↑  自然科学のうち生命科学を除く分野の総称。物理学はそのうちの一分野。
8. ↑  National Science Education Standards
9. ↑  science as process
10. ↑  Physical Science Study Committee
11. ↑  Tapping America's Potential
12. ↑  National Curriculum Survey
13. ↑  Committee on a Conceptual Framework for New K-12 Science Education Standards
14. ↑  A Framework for K-12 Science Education: Practices, Crosscutting Concepts, and Core Ideas
15. ↑  Next Generation Science Standards
16. ↑  National Science Teachers Association
17. ↑  National Research Council
18. ↑  National Science Foundation
19. ↑  Center for Advancement of Informal Science Education
20. ↑  General Certificate of Secondary Education、前期中等教育終了時に受験する全国統一資格認定
21. ↑  21st Century Science
22. ↑  Office for Standards in Education, Children’s Services and Skills
23. ↑  The National Curriculum Board of Australia
24. ↑  preconception、プリコンセプション